# Ronde van Frankrijk 2009/Tweede etappe
De tweede etappe van de Ronde van Frankrijk 2009 is verreden op zondag 5 juli 2009 over een afstand van 187 kilometer. Met Fabian Cancellara in het geel, begonnen de renners aan hun tocht van Monaco naar Brignoles. Over een golvend parcours met smalle wegen kregen de renners drie beklimmingen van de vierde en een van de derde categorie te verwerken. De etappe eindigde in een massasprint, Fabian Cancellara behield hierdoor de gele trui. De sprint werd gewonnen door Mark Cavendish, die daarmee eveneens de groene trui bemachtigde.

## Verloop
Vlak na de start om kwart voor één wordt aan de eerste beklimming gestart, ongeveer een minuut hierna demarreert Dumoulin, een minuut later zetten Txurruka en Wegmann de achtervolging in. Ook Nocentini vindt aansluiting bij de eerste kopgroep van deze tour. Een paar minuten later zakt Dumoulin terug. Vlak voor de top van de La Turbie wordt de kopgroep bijgehaald, Tony Martin won de eerste bergsprint. Om 13:05 rijden vier nieuwe aanvallers weg: Clement, Dessel, Veikkanen en Augé. 40 kilometer na de start heeft deze kopgroep een voorsprong van drie minuten. Omstreeks kwart voor twee is de eerste valpartij van deze tour een feit, Van De Walle is het slachtoffer en hield er een gebroken sleutelbeen en een geperforeerde long aan over, wel reed hij de rit uit. De Quick Steprenner is de eerste die opgeeft in deze tour. 40 minuten later komen ook Fränk Schleck en Anton ten val, zij hebben geen zware verwondingen. 100 kilometer na de start heeft de kopgroep van vier man een voorsprong van 5 minuten. De drie beklimmingen van de vierde categorie worden allen door Jussi Veikkanen gewonnen, die daarmee de bolletjestrui bemachtigt. Vlak voor vier uur is er achter in het peloton wederom een valpartij, hierbij zijn ongeveer 8 rijders betrokken, allen stappen snel weer op de fiets. 10 kilometer voor de finish wordt de kopgroep weer bij het peloton gereden. Na een valpartij vlak voor de finish volgt een massasprint, de sprint wordt door Mark Cavendish gewonnen.

### Bergsprint
| Beklimming La Turbie na 8,5 km | Beklimming La Turbie na 8,5 km | Beklimming La Turbie na 8,5 km | 3e cat. 8,6 km à 4,3 % | 3e cat. 8,6 km à 4,3 % |
| Plaats                         | Naam                           | Naam                           | Punten                 |                        |
| Winnaar                        | Tony Martin                    | Tony Martin                    | 4                      |                        |
| 2                              | Markus Fothen                  | Markus Fothen                  | 3                      |                        |
| 3                              | Laurent Lefèvre                | Laurent Lefèvre                | 2                      |                        |
| 4                              | Leonardo Duque                 | Leonardo Duque                 | 1                      |                        |

| Beklimming Côte de Roquefort-les-Pins na 49,5 km | Beklimming Côte de Roquefort-les-Pins na 49,5 km | Beklimming Côte de Roquefort-les-Pins na 49,5 km | 4e cat. 4,3 km à 4,0 % | 4e cat. 4,3 km à 4,0 % |
| Plaats                                           | Naam                                             | Naam                                             | Punten                 |                        |
| Winnaar                                          | Jussi Veikkanen                                  | Jussi Veikkanen                                  | 3                      |                        |
| 2                                                | Cyril Dessel                                     | Cyril Dessel                                     | 2                      |                        |
| 3                                                | Stéphane Augé                                    | Stéphane Augé                                    | 1                      |                        |

| Beklimming Côte de Tournon na 81,5 km | Beklimming Côte de Tournon na 81,5 km | Beklimming Côte de Tournon na 81,5 km | 4e cat. 4,2 km à 3,6 % | 4e cat. 4,2 km à 3,6 % |
| Plaats                                | Naam                                  | Naam                                  | Punten                 |                        |
| Winnaar                               | Jussi Veikkanen                       | Jussi Veikkanen                       | 3                      |                        |
| 2                                     | Stéphane Augé                         | Stéphane Augé                         | 2                      |                        |
| 3                                     | Cyril Dessel                          | Cyril Dessel                          | 1                      |                        |

| Beklimming Col de l'Ange na 129 km | Beklimming Col de l'Ange na 129 km | Beklimming Col de l'Ange na 129 km | 4e cat. 1,5 km à 3,6 % | 4e cat. 1,5 km à 3,6 % |
| Plaats                             | Naam                               | Naam                               | Punten                 |                        |
| Winnaar                            | Jussi Veikkanen                    | Jussi Veikkanen                    | 3                      |                        |
| 2                                  | Cyril Dessel                       | Cyril Dessel                       | 2                      |                        |
| 3                                  | Stef Clement                       | Stef Clement                       | 1                      |                        |

### Tussensprints
| Tussensprint Nice na 27 km |               |        |
| Plaats                     | Naam          | Punten |
| Winnaar                    | Stéphane Augé | 6      |
| 2                          | Cyril Dessel  | 4      |
| 3                          | Stef Clement  | 2      |

| Tussensprint Fayence na 91,5 km |               |        |
| Plaats                          | Naam          | Punten |
| Winnaar                         | Stef Clement  | 6      |
| 2                               | Stéphane Augé | 4      |
| 3                               | Cyril Dessel  | 2      |

| Tussensprint Lorgues na 138 km |               |        |
| Plaats                         | Naam          | Punten |
| Winnaar                        | Stef Clement  | 6      |
| 2                              | Cyril Dessel  | 4      |
| 3                              | Stéphane Augé | 2      |

## Uitslag
| Rang | Renner          | Land             | Ploeg                  | Tijd    |
| ---- | --------------- | ---------------- | ---------------------- | ------- |
| 1    | Mark Cavendish  | Groot-Brittannië | Team Columbia          | 4.30.02 |
| 2    | Tyler Farrar    | Verenigde Staten | Team Garmin-Slipstream | z.t.    |
| 3    | Romain Feillu   | Frankrijk        | Agritubel              | z.t.    |
| 4    | Thor Hushovd    | Noorwegen        | Cervélo                | z.t.    |
| 5    | Yukiya Arashiro | Japan            | Bbox Bouygues Télécom  | z.t.    |
| 6    | Gerald Ciolek   | Duitsland        | Team Milram            | z.t.    |
| 7    | William Bonnet  | Frankrijk        | Bbox Bouygues Télécom  | z.t.    |
| 8    | Nicolas Roche   | Ierland          | AG2R-La Mondiale       | z.t.    |
| 9    | Koen de Kort    | Nederland        | Skil-Shimano           | z.t.    |
| 10   | Lloyd Mondory   | Frankrijk        | AG2R-La Mondiale       | z.t.    |

## Strijdlustigste renner
| Renner       | Land      | Ploeg    |
| ------------ | --------- | -------- |
| Stef Clement | Nederland | Rabobank |

## Algemeen klassement
| Rang | Renner            | Land                | Ploeg             | Tijd      |
| ---- | ----------------- | ------------------- | ----------------- | --------- |
|      | Fabian Cancellara | Zwitserland         | Team Saxo Bank    | 4u 49'34" |
| 2    | Alberto Contador  | Spanje              | Astana            | op 18"    |
| 3    | Bradley Wiggins   | Verenigd Koninkrijk | Garmin-Slipstream | op 19"    |
| 4    | Andreas Klöden    | Duitsland           | Astana            | op 22"    |
| 5    | Cadel Evans       | Australië           | Silence-Lotto     | op 23"    |
| 6    | Levi Leipheimer   | Verenigde Staten    | Astana            | op 30"    |
| 7    | Roman Kreuziger   | Tsjechië            | Liquigas          | op 32"    |
| 8    | Tony Martin       | Duitsland           | Team Columbia     | op 33"    |
| 9    | Vincenzo Nibali   | Italië              | Liquigas          | op 37"    |
| 10   | Lance Armstrong   | Verenigde Staten    | Astana            | op 40"    |

## Nevenklassementen

### Puntenklassement
| Rang | Renner         | Land                | Ploeg                  | Punten |
| ---- | -------------- | ------------------- | ---------------------- | ------ |
|      | Mark Cavendish | Verenigd Koninkrijk | Team Columbia          | 35     |
| 2    | Tyler Farrar   | Verenigde Staten    | Team Garmin-Slipstream | 30     |
| 3    | Romain Feillu  | Frankrijk           | Agritubel              | 26     |

### Bergklassement
| Rang | Renner          | Land      | Ploeg              | Punten |
| ---- | --------------- | --------- | ------------------ | ------ |
|      | Jussi Veikkanen | Finland   | Française des Jeux | 9      |
| 2    | Tony Martin     | Duitsland | Team Columbia      | 6      |
| 3    | Cyril Dessel    | Frankrijk | AG2R-La Mondiale   | 5      |

### Jongerenklassement
| Rang | Renner          | Land      | Ploeg         | Tijd      |
| ---- | --------------- | --------- | ------------- | --------- |
|      | Roman Kreuziger | Tsjechië  | Liquigas      | 4h 50'06" |
| 2    | Tony Martin     | Duitsland | Team Columbia | op 1"     |
| 3    | Vincenzo Nibali | Italië    | Liquigas      | op 5"     |

### Ploegenklassement
| Rang | Land             | Ploeg             | Tijd       |
| ---- | ---------------- | ----------------- | ---------- |
|      | Kazachstan       | Astana            | 14h 29'52" |
| 2    | Denemarken       | Team Saxo Bank    | op 31"     |
| 3    | Verenigde Staten | Garmin-Slipstream | op 44"     |

1e etappe ·
2e etappe ·
3e etappe ·
4e etappe ·
5e etappe ·
6e etappe ·
7e etappe ·
8e etappe ·
9e etappe ·
10e etappe ·
11e etappe ·
12e etappe ·
13e etappe ·
14e etappe ·
15e etappe ·
16e etappe ·
17e etappe ·
18e etappe ·
19e etappe ·
20e etappe ·
21e etappe
Startlijst · Eindstanden · Afbeeldingen